# استير لويز رانتزن

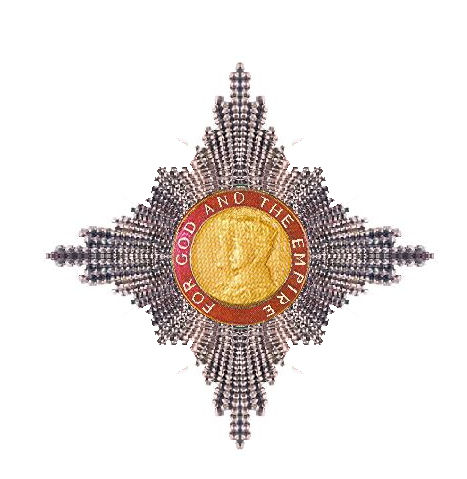
شارة DBE

السيدة إستير لويز رانتزن (ولدت في 22 يونيو 1940)، صحفية ومقدمة برامج تلفزيونية إنجليزية، قدمت المسلسل التلفزيوني على قناة هيئة الإذاعة البريطانية «تلك الحياة!» لمدة 21 عامًا، منذ عام 1973 حتى عام 1994. وتعمل في العديد من القضايا الخيرية، كما أسست جمعيات خط الطفل الخيرية، لتعزيز حماية الطفل، التي أسستها في عام 1986، وقصص فضية، المصمم لمكافحة الشعور بالوحدة في حياة كبار السن، الذي أنشأته في نوفمبر 2012.

تم تكريم رانتزن لمساهمتها في التلفزيون والمجتمع. حصلت على وسام رتبة الإمبراطورية البريطانية لخدمات البث في عام 1991، ورتبة الإمبراطورية البريطانية لخدمات الأطفال في عام 2006، وفي عام 2015، حصلت على لقب سيدة لخدمات الأطفال وكبار السن من خلال خط الطفل والخط الفضي. وهي راعية لبوصلة التشغيل الخيرية وأمينةً للمؤسسة الخيرية قصص فضية.

## حياتها السابقة
ولد رانتزن في بيرخامستد، هيرتفوردشاير، إنجلترا، لوالديه كاثرين فلورا رانتزن (ني ليفرسون، 1911-2005) وهنري بارناتو رانتزن (1902-1992). لديها أخت واحدة صغيرة، بريسيلان تايلور. حضرت رانتزن مدرسة باكلي كانتري داي في نيويورك، وتركتها في عام 1950. تلقت تعليمها في مدرسة نورث لندن كوليجيت، وهي مدرسة مستقلة للبنات في إدجوير، شمال لندن. درست اللغة الإنجليزية في كلية سومرفيل في أكسفورد، حيث كانت ماري لاسيليس واحدة من معلميها. في أكسفورد غنت مع جمعية الدراما بجامعة أكسفورد، وأصبحت سكرتيرة نادي المسرح التجريبي وانضمت إلى مجموعة مسرح أكسفورد، حيث قدمت عروضها في أكسفورد وإدنبره.

## مسارها المهني

### بي بي سي
بعد إكمال رانتزن الفترة التدريبية لمهارات السكرتارية، عيّنتها راديو بي بي سي مديرًا لاستوديو متدرب. وبدأت حياتها المهنية التليفزيونية كموظفة في قسم تخطيط البرامج، ثم حصلت على أول وظيفة إنتاجية لها كباحثة في برنامج قناة هيئة الإذاعة البريطانية الأولى وهو برنامج ساخر في وقت متأخر من الليل على هيئة الإذاعة البريطانية الثالثة (1965-1966). بعد أن عملت كباحثة في عدد من برامج الشؤون الجارية، انتقلت إلى المسلسل الوثائقي الذي حصل على جائزة بي بي سي الثانية «رجل على قيد الحياة» في منتصف الستينيات.
وفي عام 1968، أصبحت رانتزن حيث كانت باحثةً في «أسبوع برادن» (والذي استضافه برنارد برادن) أصبحت مذيعةً بعدما قرر منتج البرنامج وضع الباحثين على الشاشة. وقررت برادن في عام 1972 العودة إلى موطنها كندا لتقديم عرض تلفزيوني هناك. وفي العام التالي، استبدلت البي بي سي برنامج «أسبوع برادن» بـبرنامج «تلك الحياة!» والتي كانت رانتزن المقدمة الأساسية.
«هكذا الحياة!» تم عرضه على هيئة الإذاعة البريطانية الأولى لمدة 21 عامًا من عام 1973 إلى عام 1994، وأصبح أحد أكثر البرامج شعبية على التلفزيون البريطاني، حيث وصل إلى أكثر من 18 مليون مشاهد. خلال ذلك الوقت، وسعت الدور التقليدي لبرنامج المستهلك من مجرد فضح الغسالات المعيبة والبائعين المخادعين، إلى التحقيق في قضايا الحياة والموت، مثل حملة لمزيد من المتبرعين بالأعضاء، والتي تميزت بن هاردويك، لمدة عامين - احتضار قديمًا بسبب أمراض الكبد التي كان أملها الوحيد هو زرع الأعضاء، والتحقيق في مدرسة داخلية.
لتخفيف بعض هذه الموضوعات والقضايا الخطيرة للغاية، هذه هي الحياة! يحتوي أيضًا على بعض النقاط الدعائية، مثل قراءات الأخطاء المطبعية المسلية المرسلة من قبل المشاهدين كما تضمنت أغاني كوميدية غالبًا ما تتطابق مع موضوع كل عرض، كتبها وأدى ها خصيصًا فنانين مثل لينسي دي بول وفيكتوريا وود وريتشارد ستيلجوي وجيك ثاكري.
في عام 1976، ابتكرت رانتزن المسلسل الوثائقي الوقت المهم، والذي أطلق مسيرة شينا إيستون الغنائية.

### خط الطفل
هكذا الحياة! كان مؤثرًا بعدة طرق مختلفة، ليس أقلها إدخال رابط الفيديو للأطفال الشهود في إجراءات المحكمة، وكان مسؤولاً عن إطلاق خط الطفل في عام 1986، وهو أول خط هاتفي وطني لمساعدة الأطفال المعرضين للخطر أو المحنة. قد رانتزن اقترح البرنامج المشاركة في الشبكة للبي بي سي وحدة تحكم واحدة مايكل العلمية بعد وفاة طفل الذين يموتون جوعا، وتخوض في غرفة النوم. وكان الهدف من البرنامج هو إيجاد طرق أفضل للكشف عن الأطفال المعرضين لخطر سوء المعاملة؛ تحقيقا لهذه الغاية، مشاهدي That Life! الذين عانوا هم أنفسهم من القسوة عندما طُلب منهم المشاركة في استطلاع يشرح بالتفصيل ظروف الاعتداء عليهم.
اقترح رانتزن أنه بعد تلك الطبعة من That Life! ، يجب على بي بي سي فتح خط مساعدة للأطفال، في حالة رغبة أي مشاهدين شباب يعانون من سوء المعاملة الحالية في الاتصال لطلب المساعدة. كان خط المساعدة مفتوحًا لمدة 48 ساعة، تم خلالها إغراقه بالمكالمات، خاصة من الأطفال الذين يعانون من الاعتداء الجنسي الذي لم يتمكنوا من الكشف عنه لأي شخص آخر. أعطى هذا فكرة رانتزن لخط مساعدة محدد للأطفال في محنة أو خطر، ليكون مفتوحًا على مدار الساعة طوال أيام الأسبوع، وهو الأول من نوعه في العالم. استشار فريق مشاهدة الطفل المتخصصين في رعاية الأطفال، الذين وافقوا على أن يستخدم الأطفال خط المساعدة هذا، لكنهم قالوا إنه سيكون من المستحيل إنشاؤه. ومع ذلك، حصل الفريق على تمويل من وزارة الصحة ونادي فارايتي في بريطانيا العظمى، وكلاهما تبرع بمبلغ 25 ألف جنيه إسترليني. وافق Ian Skipper OBE ، وهو فاعل خير معروف ساعد Rantzen بالفعل في إنشاء صندوق خاص في ذكرى Ben Hardwick ، على ضمان تكاليف تشغيل خط المساعدة للسنة الأولى. ذهب رانتزن والفريق إلى BT لطلب أماكن للمؤسسة الخيرية ورقم هاتف مجاني بسيط، وكلاهما تم توفيرهما.
تم عرض برنامج مشاهدة الأطفال في 30 أكتوبر 1986، وبناءً على نتائج الاستطلاع، أطلق خط الطفل مع أغنية مكتوبة خصيصًا (بواسطة بكالوريوس روبرتسون) والتي تضمنت رقم الهاتف المجاني 0800 1111. في تلك الليلة الأولى من تشرين الأول (أكتوبر) 1986، تم إجراء خمسين ألف محاولة اتصال بخط المساعدة. لدى خط الطفل الآن اثنتا عشرة قاعدة حول المملكة المتحدة، بما في ذلك اثنتان في أيرلندا الشمالية واثنتان في اسكتلندا واثنتان في ويلز. اندمجت NSPCC مع خط الطفل في عام 2006، مما مكنها من التوسع في محاولة لتلبية الطلب. تم الآن نسخ خط المساعدة في 150 دولة حول العالم.

### الخط الفضي
في عام 2013، أنشأ رانتزن جمعية الخط الفضي الخيرية لكبار السن، للمساعدة في مكافحة العزلة والوحدة لدى كبار السن، ولتقديم المعلومات والمشورة وتقديم خط مساعدة مجاني وسري ومفتوح على مدار الساعة طوال أيام الأسبوع. بالإضافة إلى ذلك، يقدم الخط الفضي خدمة صداقة عبر الهاتف، حيث يقوم أصدقاء الخط الفضي المدربون الذين يعملون من المنزل بإجراء مكالمات أسبوعية منتظمة إلى كبار السن المتطابقين. كما يوفر رسائل فضية ومكالمات جماعية ومجموعات مناقشة يسمونها الدوائر الفضية.

### مهنة لاحقة
في عام 1988، أنشأ Rantzen مسلسلًا تلفزيونيًا بعنوان Hearts of Gold ، يحتفي بالأشخاص الذين أدوا أفعالًا مجهولة من اللطف أو الشجاعة. كتبت لحنها من قبل صديقتها المقربة لينسي دي بول، وتم إصدارها كأغنية فردية.
بعد هذه الحياة! أنهت مسيرتها التي استمرت 21 عامًا في عام 1994، وقدمت برنامجها الحواري الخاص، إستير ، على بي بي سي 2 من عام 1996 إلى عام 2002.
في عام 2006، شارك رانتزن في برنامجي BBC Two Would like to Meet and Excuse My French ، وتم اختياره لتقديم عرض جديد عن شؤون المستهلك مع مقدم برنامج Watchdog السابق لين فولدز وود، تحت عنوان Old Dogs New Tricks . قامت بعمل فيلم وثائقي لـ ITV بعنوان أطفال وينتون عن السير نيكولاس وينتون، الذي (كما تم الكشف عنه لأول مرة في هذه الحياة!) قد أنقذ جيلًا من الأطفال التشيكيين من المحرقة وتم ترشيحه لاحقًا لجائزة نوبل للسلام. بعد وفاة زوج رانتزن، المخرج السينمائي ديزموند ويلكوكس، أنشأت برنامجًا تاريخيًا حول الرعاية التلطيفية، How to Have a Good Death ، لـ BBC Two. قامت مؤخرًا بحملة من أجل رعاية المسنين ورعاية أفضل للمسنين والمرضى الميؤوس من شفائهم. كما قامت بحملة لزيادة الوعي بـ ME / CFS (متلازمة التعب المزمن)، حيث عانت ابنتها الكبرى إميلي من هذه الحالة. أنشأت قسم «أطفال الشجاعة» لبرنامج الأطفال المحتاجين في بي بي سي.
كان رانتزن لفترة من الوقت مديرًا لـ That Media ، التي تقدم برامج تلفزيونية محلية. في عام 2016، حصلت على الزمالة الفخرية في كلية سومرفيل، أكسفورد.
بالإضافة إلى عملها التلفزيوني، بصفتها راعية أو نائبة رئيس لـ 55 جمعية خيرية، فإنها تركز بشكل أساسي على العمل من أجل الأطفال، وكبار السن المستضعفين، والمعوقين. جزء كبير من جهودها التطوعية من أجل خط الطفل كمستشار متطوع على خط المساعدة، وباعتبارها جامعية تبرعات ومتحدثة باسم الأطفال، وتعمل أخيرًا على إنشاء خط مساعدة جديد لكبار السن المعزولين والضعفاء. لدى خط الطفل حاليًا 12 مركزًا حول المملكة المتحدة، و 1500 مستشار متطوع ويجيب على حوالي مليون مكالمة واتصال عبر الإنترنت من الأطفال كل عام. ترأست رانتزن مجلس أمناء خط الطفل لمدة عشرين عامًا، ومنذ اندماج خط الطفل مع NSPCC في عام 2006، شغلت منصب عضو مجلس أمناء NSPCC ، فضلاً عن كونها رئيسة خط الطفل. في عام 2013، أصبحت أيضًا نائبة رئيس جمعية Revitalize الخيرية التي توفر لذوي الإعاقة ومقدمي الرعاية لهم فترات راحة قصيرة وعطلات. وراعي Rantzen أيضا من إروش، وهي مؤسسة خيرية الوطنية التي تعزز نوعية جيدة محمية والإسكان التقاعد وتوفر الموارد لأعضائها الذين يدعمون كبار السن.
كما يساهم رانتزن في صفحة المشكلة «اسأل استير» في صحيفة الأطفال First News.
ظهرت في سلسلة 2008 من برنامج آي تي في أنا من المشاهير. . . أخرجني من هنا! ، وكانت خامس المشاهير الذين يغادرون المعسكر. كانت وجهًا لخط المساعدة في الحوادث منذ عام 2003.
في عام 2016 كانت في الحلقة الأولى من برنامج «المواعيد الأولى للمشاهير».

### الظهور كضيفة شرف
- نجوم المشاهير في عيونهم (4 مايو 2002) - متسابق، مثل إديث بياف
- المشاهير النقدية في العلية - المتسابق
- مشاهير بلا هدف (28 أبريل 2012) - متسابق
- قصص حياة بيرس مورغان (22 فبراير 2013)
- بلا جدوى: عرض خاص للأطفال المحتاجين (15 نوفمبر 2013) - متسابق مع تيري ووجان
- رحلة طريق تحف المشاهير (17 سبتمبر 2014)
- The Chase: Celebrity Special (27 سبتمبر 2014) - المتسابق [11]
- الأحد برنش (15 مارس 2015)
- الصندوق (2015)

### الحياة السياسية
في 26 مايو 2009، في برنامج الإفطار في ثلاث مقاطعات على بي بي سي لستيفن رودس، أعلنت رانتزن عزمها على الترشح كمرشحة مستقلة للبرلمان، إذا وقفت نائبة حزب العمال الحالية مارغريت موران عن لوتون ساوث مرة أخرى. جاء هذا البيان على خلفية فضيحة النفقات البرلمانية ومطالبات موران بنفقات تبلغ 23000 جنيه إسترليني للقضاء على العفن الجاف في منزلها الثاني في ساوثهامبتون. بعد يومين، أعلنت موران أنها لن تترشح للانتخابات العامة المقبلة، لكن رانتزن قالت إنها لا تزال تفكر في الترشح لنفسها وأكدت ترشحها في 28 يوليو 2009. ترشح رانتزن للانتخابات في لوتون ساوث ضد أحد عشر مرشحًا آخر، أربعة منهم كانوا مستقلين. في انتخابات مايو 2010 ، احتل رانتزن المرتبة الرابعة بنسبة 4.4 ٪ من الأصوات، خلف الأحزاب الرئيسية الثلاثة. وفقًا للعملية الانتخابية البرلمانية في المملكة المتحدة،  خسرت رانتزن وديعتها، حيث تمت إعادة إيداع المرشحين الذين حصلوا على أكثر من 5٪ من إجمالي الأصوات. وفاز مرشح حزب العمل جافين شكر بالمقعد بنسبة 34.9٪، بينما حصل المحافظون على 29.4٪ والديمقراطيون الأحرار على 22.7٪.
في أغسطس 2014، كان رانتزن واحدًا من 200 شخصية عامة وقعت على رسالة إلى الحارس للتعبير عن أملهم في أن تصوت اسكتلندا ضد الاستقلال عن المملكة المتحدة في الاستفتاء حول هذه القضية.

### ادعاءات سافيل إساءة معاملة الأطفال
In Exposure: The Other Side of Jimmy Savile ، الذي تم بثه في 3 أكتوبر 2012، رانتزن، بعد رؤية المقابلات التي يحتوي عليها البرنامج، دعم النساء المزعوم تعرضهن للإيذاء من قبل مذيع البي بي سي الراحل جيمي سافيل.
وقالت للقناة الرابعة نيوز : «إذا كان لدى أي شخص دليل ملموس، أعتقد وآمل أن يتم استدعاء الشرطة. لكن كل ما لديهم هو النميمة - والقيل والقال ليست دليلاً».
ادعت الناشطة في مجال الإساءة Shy Keenan في صحيفة The Sun أنها أخبرت رانتزن قبل 18 عامًا بمزاعم بأنها سمعت عن سافيل باستخدام اسم مختلف. ونفت رانتزن سماع مزاعم محددة وقالت إنها لا تتذكر محادثة مع كينان.
الكتابة لصحيفة ديلي تلغراف قبل البث، انتقدت كاتي براند أيضًا رانتزن لفشلها في التصرف بناءً على شائعات سمعتها عن سافيل. بيت ساوندرز، الرئيس التنفيذي للجمعية الوطنية للأشخاص الذين يتعرضون للإساءة في الطفولة، بناءً على طلب كينان، طلب مؤقتًا إزالة جميع الإشارات إلى رانتزن من موقع المؤسسة الخيرية، لكنه دافع لاحقًا عن رانتزن وقال إنها ستستمر في العمل كراع.

## الحياة الشخصية
في عام 1966، كان رانتزن في السادسة والعشرين من عمره على علاقة بالسياسي الإسكتلندي نيكولاس فيربيرن . كتبت:
بعد وفاته، اتهم فيربيرن بأنه اعتدى على الأطفال بشكل متسلسل. 
في عام 1968، بدأت رانتزن علاقة غرامية مع ديزموند ويلكوكس، الذي كان رئيس قسمها وتزوج من صديقة رانتزن باتسي التي عملت أيضًا في بي بي سي. بعد عدة سنوات قرروا العيش معًا، وأبلغوا إدارة البي بي سي بعلاقتهم. كان حل الإدارة هو نقل فريق إنتاج That Life بالكامل ! من قسم ويلكوكس. الترتيب الجديد يعني أن رانتزن وباتسي كانا يعملان الآن في نفس القسم، مما يحرج رانتزن ويسبب مزيدًا من الألم لباتسي. لطالما رفضت باتسي ويلكوكس تطليق زوجها، لكنها وافقت عندما حملت رانتزن. بعد زواج رانتزن وويلكوكس في ديسمبر 1977،  أعادتها إدارة بي بي سي إلى قسم الميزات العامة الذي يديره.
بحلول ذلك الوقت، هذه هي الحياة! حقق عددًا هائلاً من الجماهير، ووصل إلى المركز الأول، واكتسب مشاهدين أكثر من شارع التتويج خلق هذا توترًا بين الزملاء في الملامح العامة،  الذين أرجعوا نجاح البرنامج إلى علاقة ويلكوكس مع رانتزن. اشتكوا للإدارة، نقلاً عن لائحة بي بي سي التي تقضي بعدم عمل الأزواج والزوجات في نفس الدائرة. 
نتيجة لذلك، استقال ديزموند ويلكوكس،  وأنشأ شركة إنتاج مستقلة خاصة به، حيث صنع أفلامًا وثائقية حائزة على جوائز مثل The Visit ، والتي تضمنت سلسلة من البرامج حول The Boy David . لهذه الأفلام، بالإضافة إلى الأفلام السابقة، حصل على العديد من الجوائز الدولية، بما في ذلك جائزة Grierson Life-Time Achievement في عام 2001. كان لدى ويلكوكس ورانتزن ثلاثة أطفال - ميريام (المعروفة سابقًا باسم إميلي، مواليد 1978)، ريبيكا (مواليد 1980)، وجوشوا (مواليد 1981).
في عام 2001، أجرت كاساندرا ويلكوكس ابنة باتسي مقابلة رداً على التعليقات التي أدلت بها رانتزن حول باتسي في سيرتها الذاتية، مدعية من بين أشياء أخرى أن رانتزن كان يحمل العداء تجاه باتسي منذ فترة طويلة.

## مرتبة الشرف
تم تعيين رانتزن ضابطًا في وسام الإمبراطورية البريطانية (OBE) في عام 1991 مع مرتبة الشرف لخدمات البث،  قائد وسام الإمبراطورية البريطانية (CBE) في عيد ميلاد عام 2006 مع تكريم لخدمات الأطفال والشباب الأشخاص،  وسام قائد وسام الإمبراطورية البريطانية (DBE) في العام الجديد 2015 مع مرتبة الشرف للخدمات المقدمة للأطفال وكبار السن من خلال خط الطفل والخط الفضي.
حصل رانتزن أيضًا على عدد من الجوائز المهنية ، بما في ذلك جائزة الإنجاز مدى الحياة من منظمة المراة في السينما والتلفزيون الدولي ، وجائزة القضاة الخاصين للصحافة التابعة لجمعية التلفزيون الملكي ، والزمالة ، وعضوية قاعة المشاهير. كانت أول امرأة تحصل على جائزة ديمبلبي من الأكاديمية البريطانية لفنون السينما والتلفزيون لعرضها الواقعي. حصلت على جائزة سنودون لخدماتها لذوي الاحتياجات الخاصة.

### أسلحة
في 31 مايو 2018، تم منحها  أسلحة من قبل كلية الأسلحة ، من خلال خطابات براءة اختراع الرباط وكلارنسوكس ملوك الأسلحة.قالب:Infobox COA wide
قالب:Infobox COA wideقالب:Infobox COA wideقالب:Infobox COA wide

## أصول الأسرة
كان رانتزن موضوع حلقة من تعتقد نفسك؟ في 3 سبتمبر 2008. تم تتبع خط الأب الخاص بها ، حتى ستينيات القرن الثامن عشر ، إلى حي يهودي راسخ في وارسو. وقد ساعد كثيرًا اقتفاء أثر أسلاف رانتزن في ندرة اللقب «رانتزن» (حتى في وارسو) وبقاء السجلات في وارسو. في أواخر خمسينيات القرن التاسع عشر ، هاجر جد جدها الأكبر إلى بريطانيا واستقر ، كصانع قبعة ، في سبيتالفيلدز ، أحد الأحياء الفقيرة في إيست إند في لندن. انتقل جد رانتزن الأكبر إلى حي أكثر راحة بمساعدة صهره ، بارني بارناتو (المولود بارنيت إيزاك)، الذي أصبح ثريًا للغاية كتاجر ألماس في جنوب إفريقيا. كان الاسم الأوسط لوالدها بارناتو.
من جانبها الأثرياء من الأمهات ، كان جد رانتزن الأكبر ، مونتاج ليفرسون ، أحد مؤسسي كنيس غرب لندن. كان مونتاج ليفرسون هو جد الملحن البريطاني جيرالد فينزي لأمه. يرتبط رانتزن أيضًا بـ |آدا ليفرسون ، وهو كاتب بريطاني وصديق لأوسكار وايلد، الذي صورته زوي وناماكر في فيلم وايلد عام 1997. هي أول ابنة عم للروائي والمترجم مايكل ماير.

## روابط خارجية
- الموقع الرسمي
- استير لويز رانتزن في قاعدة بيانات الأفلام على الإنترنت
- مقابلة على مشروع تاريخ الترفيه البريطاني